# (2867) Šteins
(2867) Šteins – planetoida z pasa głównego planetoid.

## Odkrycie i nazwa
Planetoida została odkryta 4 listopada 1969 roku w Krymskim Obserwatorium Astrofizycznym w Naucznym na Półwyspie Krymskim przez Nikołaja Czernycha. Jej nazwa pochodzi od Kārlisa Šteinsa, łotewskiego astronoma. Przed nadaniem nazwy planetoida nosiła oznaczenie tymczasowe (2867) 1969 VC.

## Orbita
(2867) Šteins okrąża Słońce w ciągu 3 lat i prawie 233 dni w średniej odległości 2,365 j.a. Płaszczyzna jej orbity nachylona jest do ekliptyki pod kątem 9,94°, mimośród wynosi 0,145.

## Badania (2867) Šteins
We wrześniu 2008 roku planetoida była obiektem badań sondy kosmicznej Rosetta. 4 sierpnia 2008 sonda rozpoczęła kampanię obserwacyjną planetoidy za pomocą kamer zainstalowanych na pokładzie. 5 września sonda znalazła się w odległości 800 km od planetoidy, przelatując koło niej z prędkością względną 8,6 km/s. Do naukowych celów przelotu należało badanie właściwości fizycznych i chemicznych oraz kinematyki planetoidy (rotacji wokół własnej osi) a także porównanie powierzchni (2867) Šteins z powierzchniami innych planetoid oraz badanie interakcji wiatru słonecznego z planetoidą.
W wyniku badań rozmiary planetoidy określono na 6,67 × 5,81 × 4,47 km. Albedo planetoidy wynosi 0,35. Na podstawie wykonanych zdjęć stwierdzono, że cała powierzchnia planetoidy pokryta jest kraterami. Odkryto 23 kratery o średnicy ponad 200 m, największy z nich ma średnicę wynoszącą blisko 2 km.